# Шампанський колір

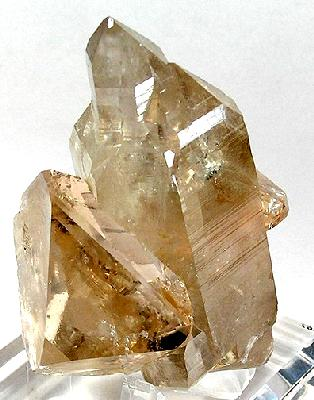
Кристали топазу шампанського кольору на кварці

Шампанський колір — це назва для різних дуже блідих відтінків жовтувато-оранжевого кольору, близьких до бежевого.

## Шампанський
Колір шампанського зображено праворуч.
Перше задокументоване використання англійською мовою шампанського як назви кольору датоване 1915 роком.

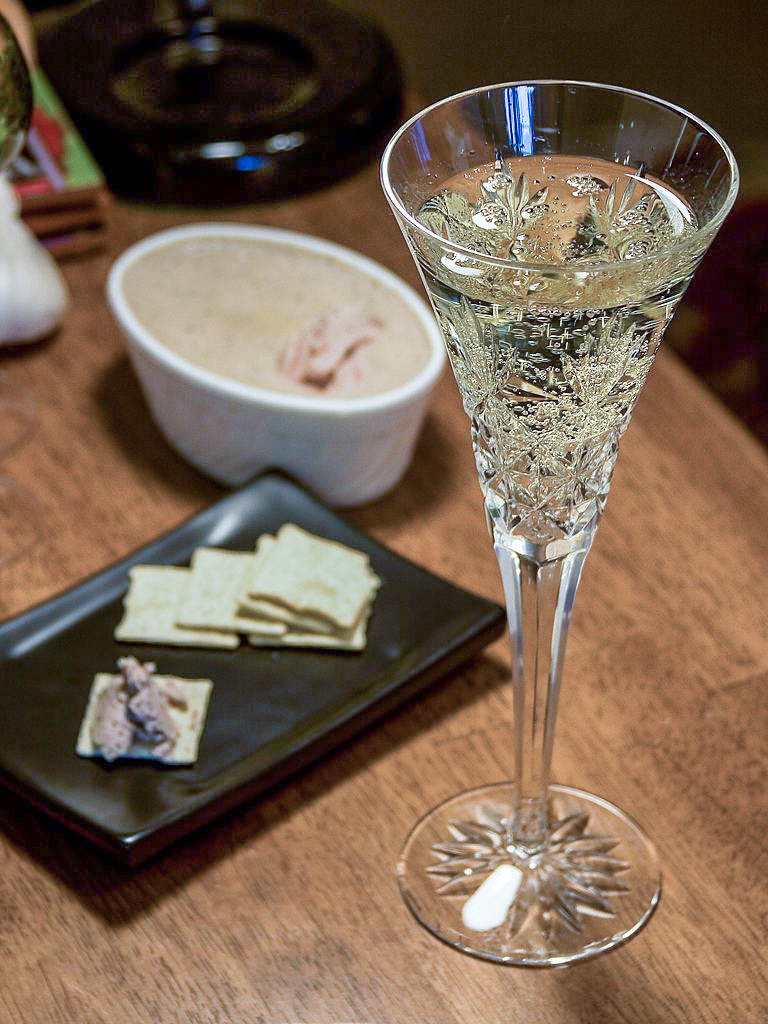
Келих шампанського

## Варіації шампанського

### Середній шампанський
Праворуч зображено середній шампанський колір.
Середній тон «шампанського», що зображено праворуч, — це колір, який називається «шампанським» кольором англійською мовою у Словнику назв кольорів (1955) під номером 89.

### Глибокий шампанський
Глибокий тон «шампанського», що відображено праворуч, це колір, який називається шампанським у Словнику назв кольорів (1955) під номером 73.

### Темний шампанський
Праворуч зображено темний шампанський колір.
Темний тон «шампанського», що відображено праворуч, — це колір, який називається шампанським у Словнику назв кольорів (1955) під номером 90.

## Шампанський колір у людській культурі

### Тваринництво
- Шампанська — це масть коня, яка використовується для опису деяких коней, що мають шампанський ген.

### Астрономія
- SN 2003fg[en] аномальний тип наднової типу Ia, відкритої в 2003 році і описаної в журналі Nature 21 вересня 2006 року. Її стали називати Шампанська супернова за аналогією до пісні 1996 року «Champagne Supernova[en]» англійського рок-гурту Oasis.

### Мерчендайзинг
- Шампанський найчастіше використовують для опису дорогоцінних каменів або лакофарбового покриття (наприклад, для автомобілів), коли мова йде про покупку предмету розкоші.

### Музика
- «Champagne» — пісня альтернативної рок/реггі/хіп-хоп групи 311[en], з їхнього альбому From Chaos[en], випущеного в 2001 році.
- «Champagne Supernova» — сингл, випущений в 1996 року гурту Oasis.